# Синиша Додик
Синиша Додик (Сарајево, 15. јун 1979) је српски политичар и некадашњи посланик Савеза независних социјалдемократа (СНСД) у Народној скупштини Републике Српске.

## Биографија
Синиша Додик рођен је 15. јуна 1979. године од оца Вида и мајке Богданке. Рођен је у Сарајеву. Основну школу је похађао у Вршцу и Сарајеву, а средњу техничку је завршио у Вршцу. Дипломирао је на електротехничком факултету у Сарајеву.
Савезу независних социјалдемократа се придружио са деветнаест година, 1998. године. Четири године послије постаје предсједник Младих СНСД-а Источна Илиџа. На овој позицији се задржао до 2005. године, када постаје предсједник Извршног одбора СНСД-а Источна Илиџа. 2006. године осваја први мандат у Народној скупштини Републике Српске. У мандатном периоду од 2010. до 2014. године се налазио у Народној скупштини Републике Српске. За Представнички дом Парламента Босне и Херцеговине се кандидовао на Општим изборима 2014. године, али није освојио мандат. Тренутно ради у породичној фирми Galeb Internacional d.o.o.

## Страначка припадност
| Странка                           | Мјесто | Година     |
| --------------------------------- | ------ | ---------- |
| Савез независних социјалдемократа | Члан   | 1998—данас |

## Приватни живот
Синиша Додик је ожењен и са супругом Сњежаном живи у породичној родитељској кући у Сарајеву.